# Brugnac
Brugnac település Franciaországban, Lot-et-Garonne megyében. Lakosainak száma 179 fő (2022. január 1.). Brugnac Castelmoron-sur-Lot, Coulx, Grateloup-Saint-Gayrand, Laparade, Monclar és Verteuil-d’Agenais községekkel határos.

## Népesség
A település népességének változása:
| Lakosok száma | 225  | 178  | 190  | 184  | 188  | 179  | 183  | 184  | 182  | 179  |
|               | 1968 | 1982 | 1990 | 2006 | 2013 | 2015 | 2017 | 2019 | 2020 | 2022 |